# Parco zoologico di Madrid

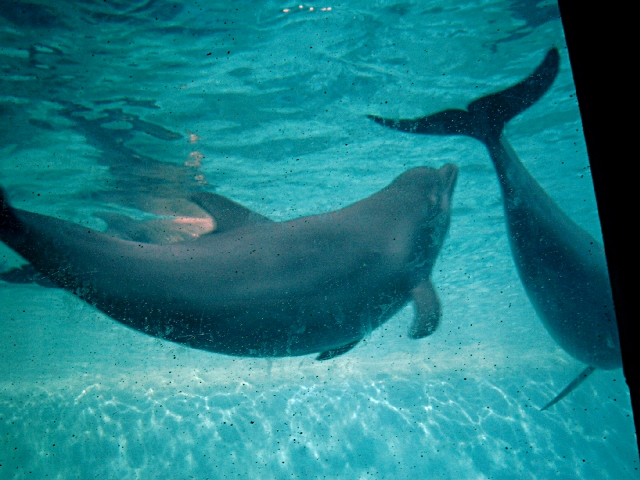
Tursiope nel delfinario dello Zoo Aquarium di Madrid

Lo Zoo Aquarium di Madrid è un parco zoologico situato a Madrid che si trova nella Casa de Campo, il più vasto parco forestale della città . Il parco appartiene a Parques Reunidos. 

La Casa de Fieras del Retiro fu il primo parco zoologico di Madrid, fondato nel 1770 da Carlo III.

## Storia
Il fondatore dell'attuale Zoo di Madrid fu Antonio Lleó de la Viña, responsabile della costruzione del complesso nella Casa de Campo. Il progetto iniziale dello Zoo di Madrid venne incaricato all'architetto catalano Jordi Mir Valls, vincitore del concorso creato appositamente per tale scopo. Il parco fu dunque inaugurato nel 1972.
Quindici anni dopo, nel 1987, venne costruito il delfinario inaugurato con sette delfini (Tursiops truncatus). In seguito fu costruito anche il padiglione Naturaleza Misteriosa (Natura Misteriosa) dove si trova una collezione di rettili, anfibi ed invertebrati.
Nel 1995 venne costruita la parte sud-est del recinto dell'Aquarium, a forma di piramide di cristallo, che misura 3.000 m².
Nel 1997, vennero introdotte le esibizioni di volo con uccelli rapaci ed esotici, in una zona vicina al delfinario. In quello stesso anno gli allora proprietari (Banca Bilbao Vizcaya, gli ereditieri di Lleó de la Viña e della società Patriber) vendettero il complesso al Parque de Atracciones de Madrid (Parques Reunidos).
Nel 2002, la regina Sofia  e l'allora sindaco di Madrid, José María Álvarez del Manzano, inaugurarono le aule di educazione ambientale dello Zoo Aquarium.
Nel 2003, venne costruito il padiglione dei leoni marini (Zalophus californianus) e dei pinguini (Spheniscus demersus).
Nel 2006, venne costruita la zona dei primati dell'Asia sud-orientale, che conteneva gli oranghi e i gibboni dalle mani bianche (Hylobates lar).
Dal settembre 2007 il parco comprende un nuovo recinto con panda giganti (Ailuropoda melanoleuca). I primi due esemplari vennero donati dal governo cinese.

## Programmi di conservazione
All'interno dello Zoo di Madrid vengono allevate numerose specie di animali, come il panda gigante, la foca grigia, cobra monocolo albino (Naja kaouthia) e l'orango tango del Borneo.
Tra il 2007 e il 2008 lo Zoo partecipò a trenta programmi EEP e ventuno programmi ESB, coordinati da EAZA.

## Padiglioni e specie allevate
Il parco zoologico di Madrid vanta una collezione di oltre 6000 animali e più di 500 specie differenti.
Quando venne costruito il delfinario nel 1987, i primi animali vennero importati da Marineland Catalonia.
Il delfinario è una piscina lunga 36 m, 10 m di larghezza e 5,20 m di profondità; con una capacità più di 2 milioni di litri d'acqua, accompagnata da due piscine secondarie per la cura ed il mantenimento dei delfini (300 metri cubi d'acqua). L'acqua adatta alla vita degli animali si prepara a partire da acqua dolce a cui viene aggiunto il sale.

Nel 1995 venne costruito l'acquario. Ci sono 35 vasche in esposizione le quali ospitano più di 200 specie, principalmente pesci ed invertebrati marini. 

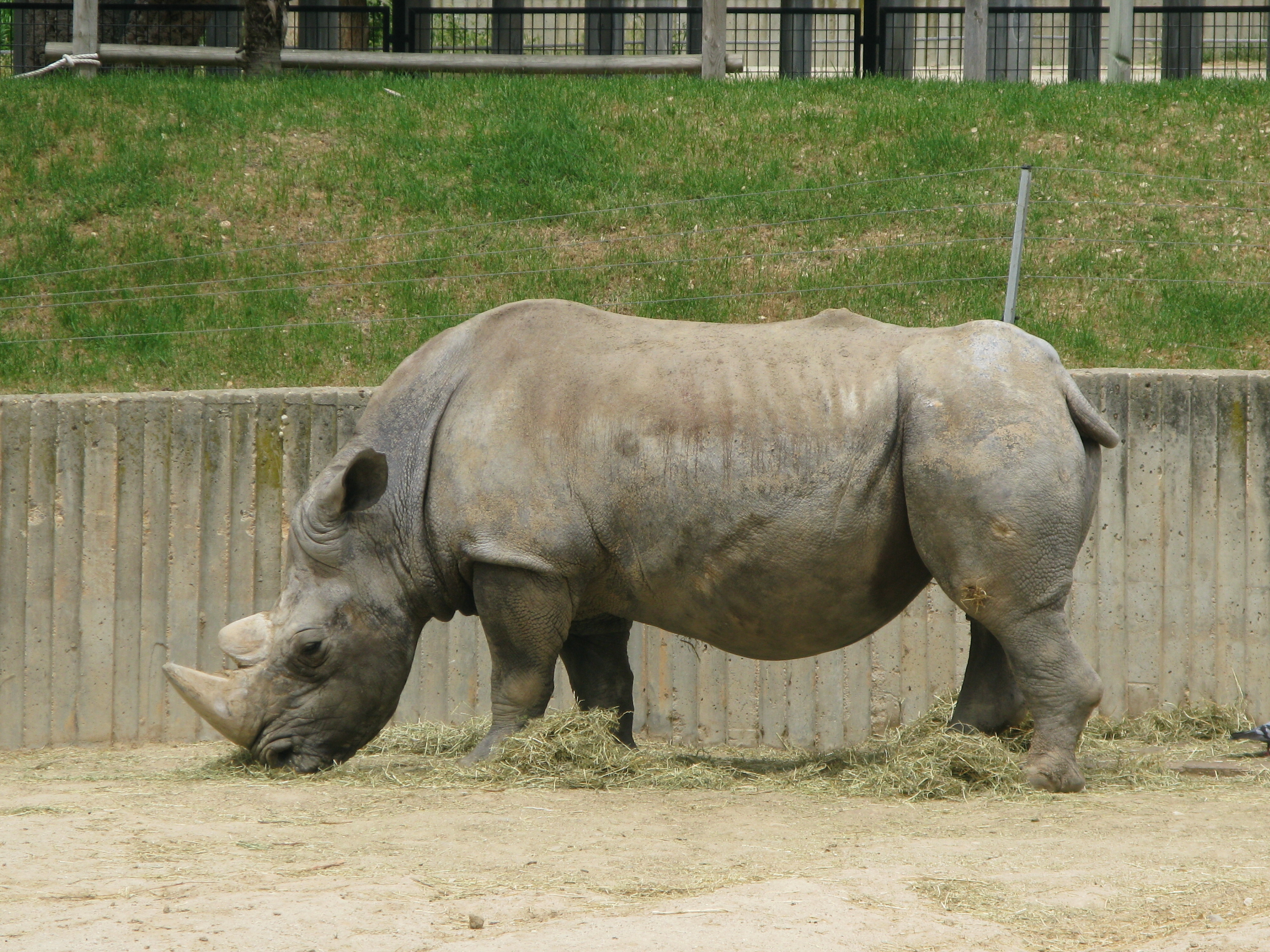
Rinoceronte bianco
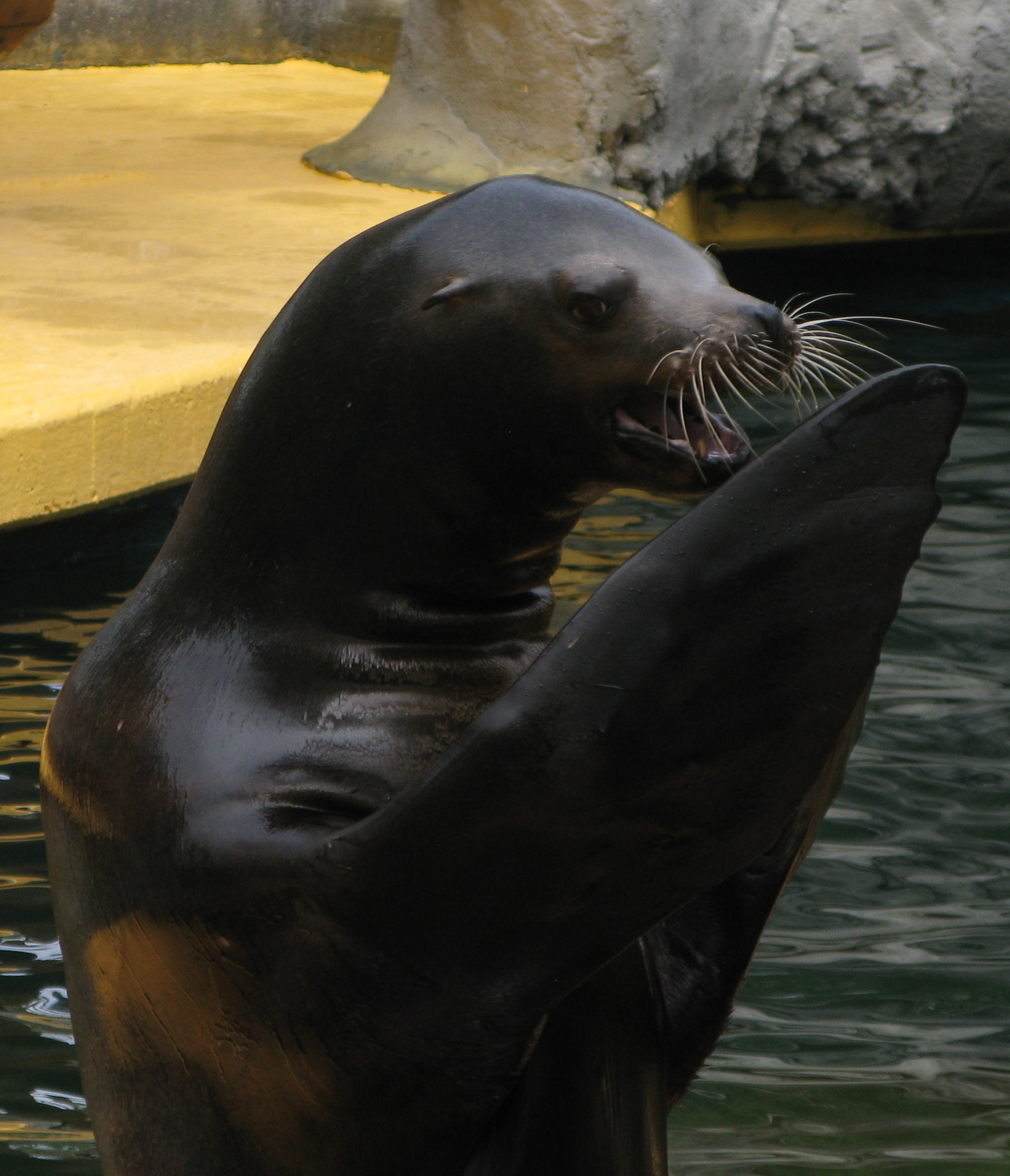
Leone marino di California
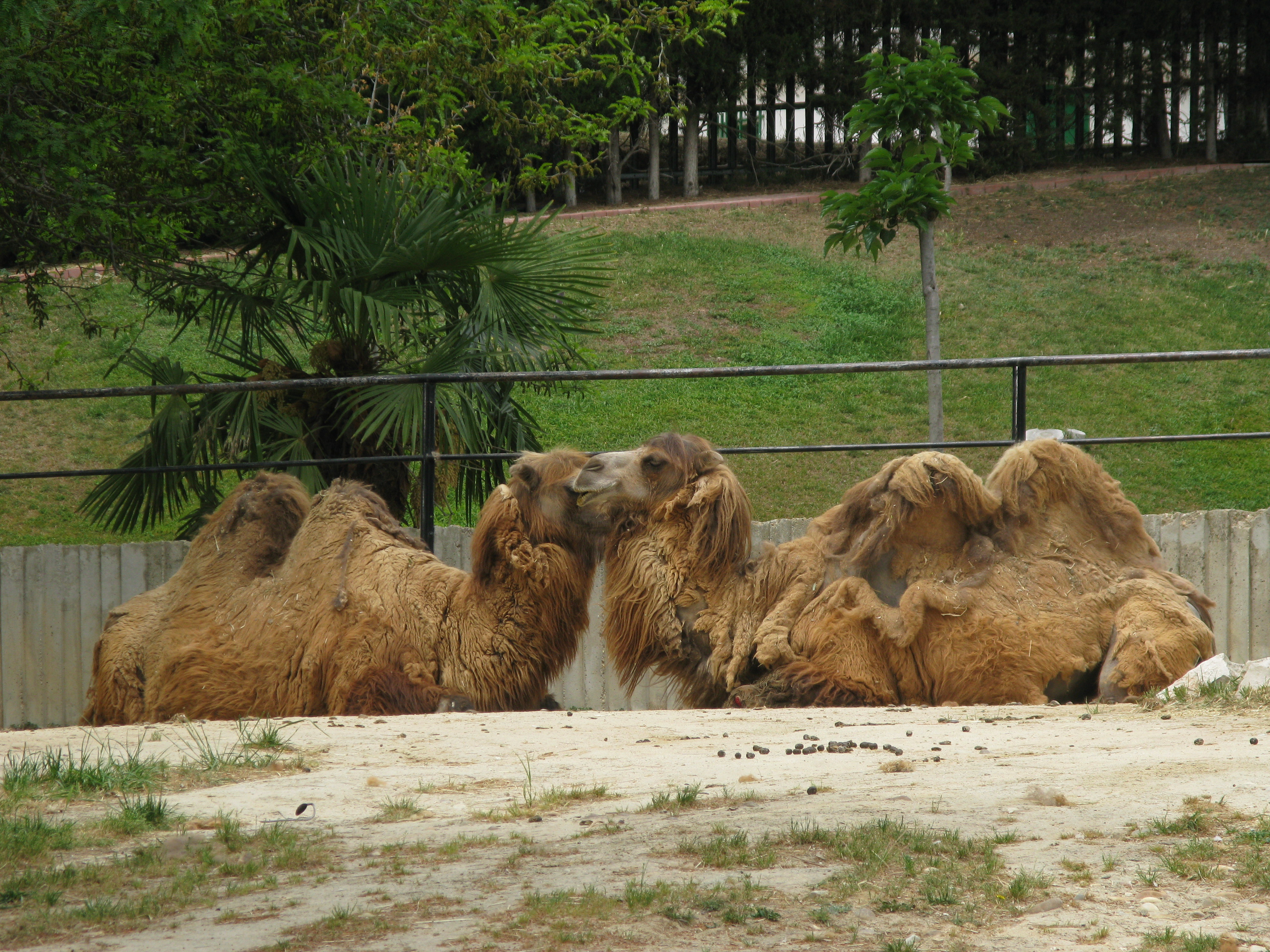
Cammello bactriano
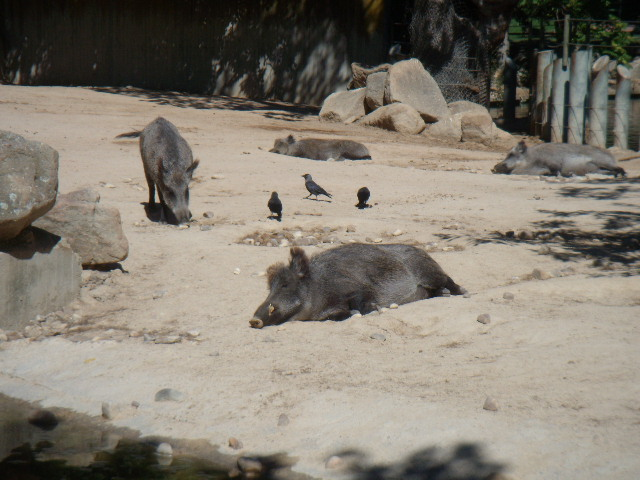
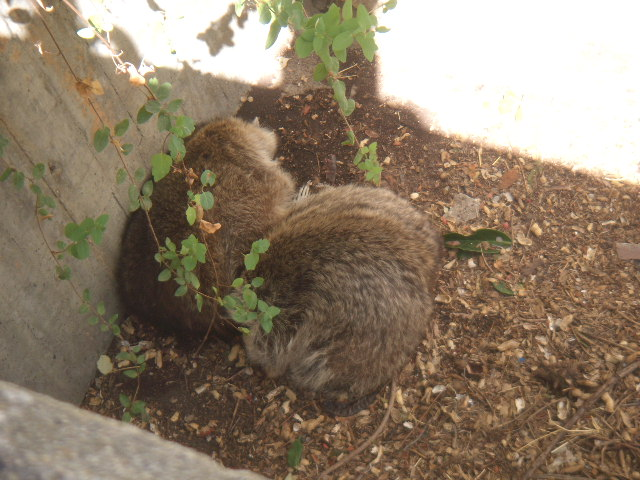